# Billbergia brachysiphon
Billbergia brachysiphon är en gräsväxtart som beskrevs av Lyman Bradford Smith. Billbergia brachysiphon ingår i släktet Billbergia och familjen Bromeliaceae.

## Underarter
Arten delas in i följande underarter:
- B. b. brachysiphon
- B. b. breviflora